# Toivo Kuula
Toivo Timoteus Kuula, född 7 juli 1883 i Vehkakoski, Alavo kommun, Storfurstendömet Finland, Kejsardömet Ryssland  och registrerades på folkbokföring i Vasa, död 18 maj 1918 i Viborg, Finland, var en finländsk tonsättare. Han var make till sångerskan Alma Kuula.

## Biografi
Kuulas far var fältväbel vid Vasa skarpskyttebataljon och hoppades på att sonen skulle bli präst. Kuula studerade violin under Viktor Nováček och musikteori under Martin Wegelius vid Helsingfors universitet 1900–1903. På grund av ekonomiska problem tvingades Kuula avsluta studierna och blev körledare i Vasa. Hösten 1905 träffade han Selim Palmgren för vilken Kuula visade sina kompositioner. Palmgren ansåg att Kuula var begåvad och fick honom att återuppta musikstudierna. Studierna fortsatte vid Helsingfors musikinstitut där Kuula fick hjälp av rektorn Armas Järnefelt och fick privatlektioner av Jean Sibelius.
1908 gjorde Kuula studieresor till Italien, Leipzig och Paris. I Paris komponerade Kuula bland annat Meren virsi som 1910 framfördes av Suomen Laulu på körens tioårsjubileum. 1911–1912 studerade han i Berlin, där han återupptog studier i dirigering och orkesterdirigering. Under vistelsen i Italien och Paris lärde Kuula känna sångerskan Alma Silventoinen, som han träffat redan i Helsingfors några år tidigare. De gifte sig 1914 och makarna gjorde flera studieresor och konsertresor tillsammans, bland annat till Petrograd.
På valborgsmässoafton 1918 firade de vita sin seger i slaget om Viborg på Societetshuset, där Kuula närvarade. Ett gräl utbröt mellan Kuula och en jägarsoldat, varvid Kuula lämnade huset. Två jägarsoldater jagade efter Kuula och sköt honom i huvudet på gården. Kuula avled den 18 maj på länssjukhuset i Viborg och en utredning om dödsfallet inleddes, men de inblandade jägarsoldaterna avled innan rättegången ägde rum.
Kuula är inför eftervärlden mest känd för sina solo- och körsånger och sina arrangemang av sydösterbottniska folkvisor, vilka bland annat framförs i pjäsen Pohjalaisia. Hans sista verk blev skyddskårens marsch Suojeluskuntien marssi, som tillägnades de vitas seger i finska inbördeskriget. Han är gravsatt på Sandudds begravningsplats i Helsingfors.

## Verkförteckning (urval)

### Kör
- Siell' on kauan jo kukkineet omenapuut (V.A. Koskenniemi), op. 11/1 för kör a cappella (1908)
- Meren virsi (Eino Leino), op. 11/2, för kör a cappella (1909)
- Auringon Noustessa (V.A. Koskenniemi), op. 11/3, för kör a cappella (1910)
- Tuuti lasta Tuonelahan (Kanteletar), op. 11/4, för kör a cappella (1906)
- Hautalaulu (Eino Leino), op. 11/5, för kör a cappella (1908)
- Pappani maja, op. 4/4 för kör a cappella (1908)
- Keinutan kaikua (H. Lehtinen), op. 11/6, för kör a cappella (1904 och 1910)
- Kevätlaulu, op. 11/7, för kör a cappella
- Kesäkuva (Eero Eerola), op. 27 a 2 för kör a cappella.
- Iltatunnelma (Lauri Kemiläinen), op. 27 b:5 för kör a cappella (1916)
- Virta venhettä vie (Eino Leino), op. 4:5 för kör a cappella (1906)
- Nuijamiesten marssi (V.A. Koskenniemi), op. 28:4a för kör o. ork. (1912) Uruppfördes 9.11.1912 vid invigningen av Ostrobotnia, för manskör a cappella op. 28:4b (1913)